# 東大阪パーキングエリア
東大阪パーキングエリア（ひがしおおさかパーキングエリア）は、大阪府東大阪市の近畿自動車道・下り線（松原）方面のみにあるパーキングエリアである。近畿道の開通当初は休憩施設が一切設置されていなかったが、1995年（平成7年）4月4日に当PAが新たに供用開始された。
なお、パーキングエリアが近畿道の高架下にあるため、トレーラーや危険物積載車両は利用できない。また、施設は大阪府道2号大阪中央環状線にある中環東大阪休憩所（平日9:30 - 16:30）からも利用できる。

## 道路

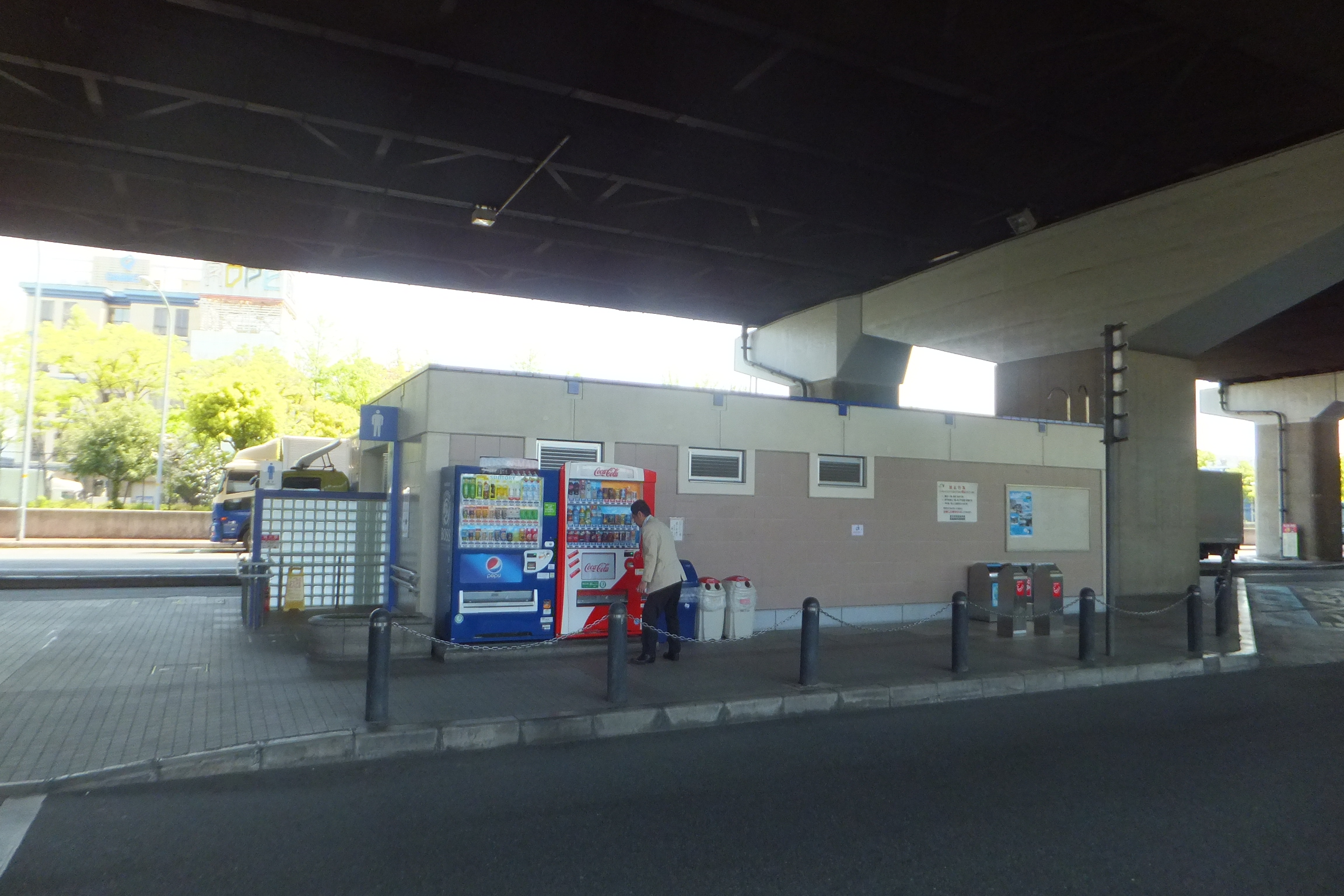
トイレ

- E26 近畿自動車道
- 大阪府道2号大阪中央環状線（平日9:30 - 16:30）

## 施設

### 下り線のみ（和歌山方面）
- 駐車場
  - 大型 43台
  - 小型 112台
- トイレ
  - 男性 大9（和式1・洋式8）・小26
  - 女性 29（和式6・洋式23）
    - 同伴の男児用 1

  - 車椅子用 1
- 給電スタンド（24時間）
- 自動販売機
- コンビニエンスストア「セブン-イレブン」（24時間）[1]
- 郵便ポスト（河内郵便局）

## 隣
E26 近畿自動車道
(4)大東鶴見IC - (5)東大阪北IC - 東大阪PA（下り線のみ） - (6)東大阪JCT